# Man vs. Wild
Man vs. Wild (también llamado: Born Survivor: Bear Grylls, Ultimate Survival, Survival Game o simplemente Bear Grylls,[cita requerida] en España El último superviviente y en Hispanoamérica A prueba de todo) es un programa de televisión en el que Edward Bear Grylls usa sus conocimientos para sobrevivir a condiciones extremas. El programa lo ha mostrado comiendo carne cruda, peces vivos, alacranes, larvas, gusanos, bebiendo agua de las heces de un elefante para no sufrir una deshidratación y fabricando una brújula. 
El 13 de marzo de 2012 Grylls fue despedido por negarse a realizar dos proyectos por parte Discovery Channel. A pesar de ello, en octubre de 2012, Bear Grylls firmó un contrato por 4 años con NBC para producir un nuevo programa llamado Get Out Alive (Salir con vida en español). Se esperaba que su estreno fuese para mayo del 2013. Sin embargo, la NBC revocó el contrato debido a varias incoherencias. Por esa razón, Bear llegó a un acuerdo con Discovery para relanzar un nuevo programa para la mitad del año.

## Controversia
En 2006, un miembro del equipo de Man vs. Wild admitió que algunas escenas de los episodios eran engañosas, y que muchas de las ocasiones donde se daba a entender que Bear Grylls corría peligro, eran puestas en escena. Algunas de las escenas que generaron más críticas tras la relevación fueron:
- Las ocasiones en las que se mostraba a Grylls construyendo balsas improvisadas. Mark Weinert, un consultor de supervivencia estadounidense, admitió que realmente el equipo de producción armaba y probaba las balsas para después desarmarlas y mostrar a Grylls armándolas.
- En una escena del episodio "Monte Kilauea" se aseguraba que Grylls había escapado de un volcán activo saltando sobre la lava, evitando el gas venenoso de dióxido de azufre. La escena en realidad fue mejorada con efectos especiales, utilizando carbón caliente y máquinas de humo.[5]
- Algunos críticos aseguraron que el episodio "Isla desierta" dio a los espectadores la impresión de que Grylls "estaba atrapado en una autentica isla sin salida", cuando en realidad estaba en una parte periférica del archipiélago hawaiano y se retiraba a un motel por la noche.[6]

### Respuestas del programa a las críticas y cambios
En respuesta a estas primeras críticas, Discovery Channel empezó a emitir versiones reeditadas de algunos episodios, eliminando elementos demasiado planificados, y con una nueva voz en off y un anuncio antes de los programas que señalaba que algunas situaciones "se presentan a Bear para mostrarle el espectador cómo sobrevivir". Cinco episodios, Montañas Rocosas de Canadá, Desierto de Moab, Selva Tropical, Monte Kilauea e Isla Desierta, fueron directamente sacados de circulación debido a que se consideraron demasiado planificados y no fueron incluidos en los lanzamientos en formato casero del programa.
Tras las críticas en los medios de comunicación, Discovery Channel suspendió temporalmente la segunda temporada del programa durante algunas semanas, prometiendo aclaraciones y transparencia en la producción y edición del programa. Discovery Channel también respondió a las críticas anunciando que todos los episodios se editarían para no dar a entender a los espectadores que Grylls se quedó solo para sobrevivir durante la producción del programa. Debido a este cambio, todos los episodios en transmisiones posteriores, en DVD y distribución digital contienen un aviso al comienzo que indica que Grylls recibe ayuda del equipo de cámara en ocasiones y que, en determinadas circunstancias, utilizará equipo de seguridad proporcionado para minimizar los riesgos, y que a veces se pondrá deliberadamente en situaciones peligrosas para demostrar técnicas de supervivencia. En algunos episodios futuros Grylls empezó a mencionar frente a cámaras las veces que recibe ayuda para demostrar tácticas de supervivencia o cuando tiene que ser retirado de la zona por motivos de seguridad. Además, Discovery Channel comenzó a publicar episodios del "making-of" desde la temporada 4. En las imágenes detrás de escena, Grylls cuenta cómo el equipo de filmación a veces lo ayuda a filmar ciertas secuencias.
El 3 de agosto de 2007, Grylls publicó en su blog que "sobre las acusaciones de la prensa sobre moteles y puestas en escena en el programa que han estado circulando, todo lo que puedo decir es que no siempre cuentan la historia completa, pero así es la vida de estar en el ojo público, supongo."  En respuesta a las acusaciones de pasar noches en hoteles locales en lugar de quedarse en los refugios construidos durante el rodaje, Grylls aclara en un artículo en la edición del 3 de diciembre de la revista People : "Las cosas nocturnas [que se muestran en cámara] son reales. Pero cuando no estoy filmando me quedo con el equipo en una especie de campamento a unos metros".

## Temporadas
| Temporada | Temporada | Episodios | Estreno                  | Final                    |
| --------- | --------- | --------- | ------------------------ | ------------------------ |
|           | 1         | 15        | 10 de marzo de 2006      | 20 de julio de 2007      |
|           | 2         | 13        | 11 de septiembre de 2007 | 6 de junio de 2008       |
|           | 3         | 10        | 6 de agosto de 2008      | 2 de junio de 2009       |
|           | 4         | 11        | 12 de agosto de 2009     | 17 de febrero de 2010    |
|           | 5         | 7         | 19 de junio de 2010      | 22 de septiembre de 2010 |
|           | 6         | 6         | 17 de febrero de 2011    | 24 de marzo de 2011      |
|           | 7         | 6         | 11 de julio de 2011      | 29 de noviembre de 2011  |

## Episodios

### Primera temporada
| # | Estreno                 | Título                                      |
| - | ----------------------- | ------------------------------------------- |
| 1 | 27 de octubre de 2006   | Montañas Rocosas de Canadá (Yukon - Canadá) |
| 2 | 10 de noviembre de 2006 | Desierto de Moab (Utah)                     |
| 3 | 17 de noviembre de 2006 | Selva tropical (Costa Rica)                 |
| 4 | 24 de noviembre de 2006 | Alaska                                      |
| 5 | 1 de diciembre de 2006  | Monte Kīlauea (Hawái)                       |
| 6 | 8 de diciembre de 2006  | Sierra Nevada (California)                  |
| 7 | 15 de diciembre de 2006 | Sabana africana (Kenia)                     |
| 8 | 22 de diciembre de 2006 | Alpes franceses (Francia)                   |
| 9 | 29 de diciembre de 2006 | Isla Desierta (Océano Pacífico)             |

### Segunda temporada
| #  | Estreno                 | Título                                       |
| -- | ----------------------- | -------------------------------------------- |
| 1  | 9 de septiembre de 2007 | Sahara                                       |
| 2  | 16 de noviembre de 2007 | Sobreviviente del Desierto                   |
| 3  | 23 de noviembre de 2007 | Panamá                                       |
| 4  | 30 de noviembre de 2007 | Jungla (Panamá)                              |
| 5  | 7 de diciembre de 2007  | Patagonia (Chile)                            |
| 6  | 14 de diciembre de 2007 | Aventura en los Andes (Argentina)            |
| 7  | 21 de diciembre de 2007 | Orejas de Oso                                |
| 8  | 2 de mayo de 2008       | Zambia                                       |
| 9  | 9 de mayo de 2008       | Namibia                                      |
| 10 | 16 de mayo de 2008      | Cinturón de Fuego del Pacífico 1 (Indonesia) |
| 11 | 23 de mayo de 2008      | Cinturón de Fuego del Pacífico 2 (Indonesia) |
| 12 | 30 de mayo de 2008      | Siberia 1                                    |
| 13 | 6 de junio de 2008      | Siberia 2                                    |

### Tercera temporada
| # | Estreno                 | Título                                  |
| - | ----------------------- | --------------------------------------- |
| 1 | 9 de noviembre de 2007  | Desierto del Sahara                     |
| 2 | 16 de noviembre de 2007 | Desierto del Sahara                     |
| 3 | 23 de noviembre de 2007 | Panamá                                  |
| 4 | 30 de noviembre de 2007 | Panamá                                  |
| 5 | 7 de diciembre de 2007  | Patagonia Argentina                     |
| 6 | 14 de diciembre de 2007 | Patagonia Argentina                     |
| 7 | 28 de diciembre de 2007 | Vuelo sobre el monte Everest (Especial) |

### Cuarta temporada
| # | Estreno             | Título                         |
| - | ------------------- | ------------------------------ |
| 1 | 2 de mayo de 2008   | Namibia                        |
| 2 | 9 de mayo de 2008   | Zambia                         |
| 3 | 16 de mayo de 2008  | Cinturón de Fuego del Pacífico |
| 4 | 23 de mayo de 2008  | Cinturón de Fuego del Pacífico |
| 5 | 30 de mayo de 2008  | Siberia                        |
| 6 | 6 de junio de 2008  | Siberia                        |
| 7 | 13 de junio de 2008 | Lo Esencial                    |

### Quinta temporada
| #  | Estreno             | Título                                |
| -- | ------------------- | ------------------------------------- |
| 1  | 3 de marzo de 2009  | Baja California                       |
| 2  | 10 de marzo de 2009 | Los Pantanos del Sur (Estados Unidos) |
| 3  | 17 de marzo de 2009 | Irlanda                               |
| 4  | 24 de marzo de 2009 | Dakota del Sur                        |
| 5  | 31 de marzo de 2009 | Yukón                                 |
| 6  | 7 de abril de 2009  | Rumanía                               |
| 7  | 14 de abril de 2009 | Turquía                               |
| 8  | 21 de abril de 2009 | Belice                                |
| 9  | 28 de abril de 2009 | República Dominicana                  |
| 10 | 5 de mayo de 2009   | Oregón                                |
| 11 | 12 de mayo de 2009  | Turquía                               |
| 12 | 19 de mayo de 2010  | Rumania                               |